# Ибрахим I Богра-хан
Ибрахим I Богра-хан — тюркский правитель Восточно-Караханидского каганата (1057—1062). 

## Биография
Происходивший из карлукских родов он больше известен как Ибрахим б. Мухаммад с титулом Арслан-хан.
отец Мухаммада вел борьбу за власть со своим старшим братом — великим ханом государства Караханидов Сулейман ибн Юсуф Арслан-ханом. Придя к власти, Мухаммад получил титул «богра хана». Позже он назначил своим наследником старшего сына — Хусейна Чагры-тегина. Однако вторая жена Мухаммад-хана, желая посадить на трон своего сына Ибрагима, убила наследника, дав ему яд. Данные об исторических событиях короткого правления Ибрахима I незначительны. 

## Гибель
Погиб в 1062 году, эпитафия в мавзолее Шах-Фазил в северной Фергане именует его шахидом, т.е. погибшим насильственной смертью.